# مطبخ جنوب آسيا

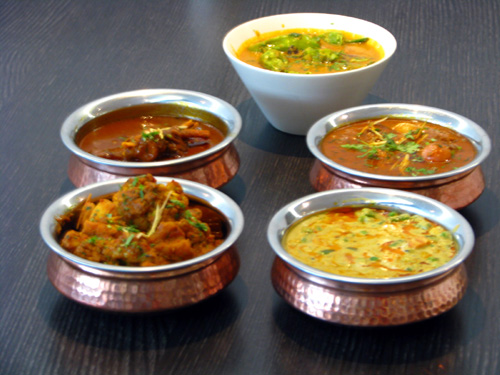
أطباق من المأكولات الهندية

مطبخ جنوب آسيا، ويسمى ديسي بالسنسكريتي، يشمل مأكولات مناطق شبه الجزيرة الهندية. ويتداخل هذه الطبخ مع مطابخ ثقافات أخرى في المنطقة مثل المطبخ التركي والفارسي والشرق أوسطي. كما تأثر بشكل كبير العادات الهندوسية المنشرة بين شعوبه. ويعتبر خبز المرقوق والذي يعرف بالنان من أساسيات موائده. يتميز هذا المطبخ باستعمال البهارات الحارة جدا مثل الشطة والفلفل الأسود وكبش القرنفل. ومن اللحوم، يستعمل الدجاج، الضأن والماعز. وبسبب معتقدات الهندوس، لا يستعمل لحم العجول الا في مناطق محددة جدا. ويعتمد هذا المطبخ على الحبوب بشكل كبير وبخاصة الأرز.

## تقسيمات المطبخ الآسيوي
- مطبخ أفغاني
- مطبخ بنغالي
- مطبخ بتاني
- مطبخ هندي
  - مطبخ شمال الهند
    - مطبخ مغلي
    - مطبخ راجستاني
    - مطبخ كشميري
    - مطبخ بنجابي
    - مطبخ عوضي
    - مطبخ اتر براديش
    - مطبخ بهاري
    - مطبخ بجبوري[2]

  - مطبخ جنوب الهند
    - مطبخ كيرالا
    - مطبخ تاميلي
    - مطبخ حيدرأبادي
    - مطبخ اذرة
    - مطبخ ادوبي
    - مطبخ كرناتاكا

  - مطبخ بنغالي
  - مطبخ أسامي
  - مطبخ مهرشتي
  - مطبخ ناغغ
  - مطبخ كوجاراتي
  - مطبخ جوة
  - مطبخ سكيميس
  - مطبخ تريبوري
- مطبخ باكستاني
  - مطبخ بنجابي
  - مطبخ سندي
  - مطبخ بشتوني
  - مطبخ بلوتشث
  - مطبخ مغلاي
  - مطبخ كشميري
- مطبخ نيبالي
- مطبخ سرلنكي
- مطبخ تيبيتي